# Francisco Soler Grima
Francisco Soler Grima (Garrucha, Andalucía, España, 1 de mayo de 1924 - Viña del Mar, Chile, 19 de junio de 1982) fue un filósofo español discípulo de José Ortega y Gasset y Julián Marías. Como tal, se le podría considerar como integrante de la Escuela de Madrid (filosofía). Después de vivir varios años en Chile —país en el que realizó la mayor parte de su obra filosófica—, se nacionalizó chileno.

## Biografía

### Comienzos
Comenzó sus estudios filosóficos en la Universidad de Granada. Se licenció en filosofía en la Universidad de Madrid. Colaboró en el Instituto «Luis Vives» de esa ciudad y en el Instituto de Humanidades fundado por José Ortega y Gasset y Julián Marías. Publicó tempranamente La filosofía de Julián Marías (Revista de Psicología General y Aplicada N.º 3, Madrid, 1948, texto reproducido en la Revista de Filosofía de la Universidad de Chile en 1992), y los resúmenes de los cursos de Ortega y Gasset sobre Arnold Toynbee y El hombre y la gente (La hora, Semanario de los universitarios españoles, 1948-1949).

### Siguientes etapas
Fue profesor en la Universidad Nacional de Colombia (Bogotá), en la Universidad Católica de Valparaíso (Chile), en la Pontificia Universidad Católica de Chile (Santiago), en la Universidad de Concepción (Chile), en la Universidad de Chile —donde dejó una poderosa impronta—, en la Universidad Técnica Federico Santa María (Valparaíso, Chile) y en la Universidad de Valparaíso, en cuyo Instituto de Filosofía se le rindió un homenaje el año 2010.
En Memoria Chilena leemos lo siguiente: «La década de los años cincuenta fue particularmente importante para el desarrollo y divulgación del pensamiento filosófico en Chile, no sólo porque se dio inicio a la primera publicación de carácter filosófico, la Revista de Filosofía, sino, además por los significativos aportes realizados por un grupo de reconocidos filósofos extranjeros que, en mayor o menor medida, introdujeron el estudio cabal del pensamiento contemporáneo y formaron a más de una generación de académicos. Entre los españoles, que llegaron a la Facultad de Filosofía y Humanidades de la Universidad de Chile, se destacaron los nombres de Francisco Soler y Cástor Narvarte. El primero cumplió un notable papel en lo que concierne a la introducción del pensamiento de Xavier Zubiri y de José Ortega y Gasset, sobre todo por el hecho de haber sido discípulo directo de los mentados autores, máximos representantes de la filosofía española de la época y, en el último caso, el particular receptor de la filosofía heideggeriana en lengua castellana».
Julián Marías alude a su vinculación con Soler en el segundo volumen de su Ortega (Ed. Alianza, Madrid, 1983, p. 399) y en los dos primeros de sus Memorias (Ed. Alianza, Madrid, 1989. Vol. I, p. 302. Vol. II, p. 172). Estas referencias, junto a las de José Luis López Aranguren, en sus Memorias y Esperanzas Españolas (Ed. Taurus, Madrid, 1969, pp. 101 s.), nos permiten explicarnos, en primera aproximación, el temprano interés de Soler por los pensamientos de Heidegger y de Ortega, que persistió en él durante toda su vida.
Diversas publicaciones periódicas recogieron su labor. En Madrid, la Revista de Psicología General y Aplicada, La Hora, Arbor (revista del Consejo Superior de Investigaciones Científicas, CSIC) y Cuadernos Hispanoamericanos. En Bogotá, Mito (revista), Nuevo Extremo y Eco.Revista de la cultura de Occidente (revista). En Santiago, Anales de la Universidad de Chile, Revista de Filosofía, Mapocho y Teoría. En Valparaíso, Alimapu. 
Fue uno de los principales introductores del pensamiento de Heidegger en Chile. Fue, también, un destacado traductor de textos de este filósofo. Dirigió numerosas tesis sobre Heidegger y Ortega y Gasset. Por ejemplo, la del escritor y filósofo Antonio Skármeta, quien obtuvo el Premio Nacional de Literatura de Chile en 2014. Ante la una pregunta que involucra a Soler —«¿De qué manera influyeron en usted Francisco Soler Grima, Julián Marías, José Ortega y Gasset, Jean-Paul Sartre, Albert Camus, Jack Kerouac y Martin Heidegger?»–, contesta: «Francisco Soler era un extraordinario maestro y ensayista español que nos hizo conocer y estudiar a fondo en Chile la filosofía de Heidegger y Ortega y Gasset. De allí quedan en mi vida dos conceptos fuertes: intentar que la pregunta por el Ser no caiga en el olvido, y apreciar la vida del hombre como el “animal fantástico”, aquel que hace su propio ser desde el entramado hombre y circunstancia que brillantemente expuso Ortega».
En la obra El pensamiento filosófico latinoamericano, del Caribe y "latino" (p. 294), editada por Enrique Dussel, Eduardo Mendieta y Carmen Bohórquez, se presenta una síntesis de su trayectoria filosófica.
Recientemente, el filósofo español Javier San Martín ha llamado la atención sobre la importancia de su pensamiento y también sobre el relativo olvido en que se le tiene en Antropología Filosófica. I.- De la Antropología científica a la filosófica. El destacado fenomenólogo insiste en destacar la importancia de la obra de Soler en su contribución a la Guía Comares de Ortega y Gasset, editada por Javier Zamora Bonilla (Ed. Comares, Granada, 2013, p. 63). Este último y Antonio Diéguez Lucena destacan el hecho de que Soler tradujo el texto de Ortega «Martin Heidegger und die Sprache der Philosophen» en los Anales de la Universidad de Chile cuando aún no era público este escrito de Ortega en español (J. Ortega y Gasset. Meditación de la técnica - Ensimismamiento y alteración, Biblioteca Nueva, Madrid, 2015, p. 43. Edición de Antonio Diéguez y Javier Zamora). 
Entre sus principales aportes a la filosofía están estos libros: El origen de la obra de arte y la verdad en Heidegger (seguido de la traducción del ensayo de Heidegger El origen de la obra de arte y del Vocabulario filosófico de Heidegger, Universidad Nacional de Colombia, Bogotá, 1953.  Hacia Ortega. I. El mito del origen del hombre, Ediciones de la Facultad de Filosofía y Educación de la Universidad de Chile / Ed. Universitaria, Santiago de Chile, 1965. Apuntes acerca del pensar de Heidegger, Ed. Andrés Bello, Santiago de Chile, 1983. Este escrito publicado póstumamente fue comentado por Breno Onetto Muñoz en la Revista de Filosofía(de la Universidad de Chile) Vol. XXIII-XXIV, Santiago, 1984, pp. 146-148; también lo comentó María Riaza —discípula de Julián Marías—, en el Anuario de Filosofía Jurídica y SocialN.º 4, Edeval, Valparaíso (Chile), 1983, pp. 113-126. Traducciones: Walter Broecker: Aristóteles, Ediciones de la Universidad de Chile, Santiago, 1963 (con Prólogo de Alberto Wagner de Reyna, obra comentada por Joaquín Barceló Larraín en los Anales de la Universidad de ChileN.º 129, enero-marzo de 1964. Martin Heidegger: 1.- Ciencia y Técnica, Ed. Universitaria, Santiago de Chile; 1ª ed., 1984; 2ª ed.,  1993. 2.- Filosofía, Ciencia y Técnica, Ed. Universitaria, Santiago, 3ª ed., 1997, 4ª ed., 2003, 5ª ed., 2007, 6ª ed., 2017 (a partir de su 3ª ed., Ciencia y Técnica, muy ampliada, pasó a denominarse Filosofía, Ciencia y Técnica . En la  6ª ed. se agrega Seminario de Le Thor 1969, vertido al español por María Teresa Poupin Oissel). La 1ª ed. de Ciencia y Técnica fue comentada por Breno Onetto en la Revista de Filosofía Vol. XXV-XXVI, Santiago, 1985, pp. 146-149.
En agosto de 1981 traduce con François Fédier y la colaboración de María Teresa Poupin Oissel la Carta a un Joven Estudiante, epílogo a la conferencia La cosa, de Heidegger (véase la revista Mapocho N.º 81, Santiago de Chile, 2017, pp. 226 ss.).
Hacia Ortega. I. El mito del origen del hombre fue comentado por José Jara García en los Anales de la Universidad de Chile de 1966. Entre otros, también le dedicaron comentarios: Marcos García de la Huerta Izquierdo, en revista Mapocho de 1966. Guillermo Araya, en Atenea (revista chilena) N.º 411, Concepción (Chile), 1966. Enrique Munita, en Atenea N.º 410, Concepción, 1965. Raúl Silva Castro y Joaquín Barceló, en El Mercurio de Santiago (sábado 30 de octubre de 1965 y miércoles 30 de marzo de 1966, respectivamente). Paulino Garagorri —uno de los más importantes editores de las obras de Ortega y Gasset— alude a este libro en la Revista de Occidente, 2ª época, N.º 47, Madrid, 1967, p. 217. (En la página dedicada a José Ortega y Gasset en la Wikipedia se indica lo siguiente: «Obras completas, Editorial Alianza/ Revista de Occidente, Madrid. 12 volúmenes, 1946–1983. Edición de Paulino Garagorri». Habría que agregar que las colecciones El Arquero (en Editorial Revista de Occidente y en Alianza Editorial), que recogen casi la totalidad de los escritos de Ortega, fueron publicadas bajo su dirección. Por último, los editores de la última edición de Obras Completas de Ortega en diez volúmenes (Ed. Taurus, Madrid, 2004-2010) reconocen la decisiva participación de Garagorri en el rescate y edición de los textos de José Ortega y Gasset).
Julio Ortega Villalobos se refiere a la obra de Francisco Soler en su escrito El exilio filosófico español en Venezuela, Argentina y Chile, recogido en la Biblioteca Virtual Miguel de Cervantes, cuya institución de base es la Universidad de Alicante.
En la presentación del libro  El temblor del ser. Cuerpo y afectividad en el pensamiento tardío de Heidegger, de Valentina Bulo Vargas (rev. La Cañada N.º 5, Santiago de Chile, 2014), y en su artículo «Visitantes europeos. El eurocentrismo del desarrollo institucional de la filosofía chilena» (rev. Intus-Legere (Universidad Adolfo Ibáñez)  Vol. 6, N.º 2, 2012, p. 19) José Santos Herceg se refiere a él. Dice allí: «a su influencia se debe, sin duda, la introducción en Chile de los estudios sobre Ortega y Gasset y Martin Heidegger, autores –especialmente este último– que hasta hoy constituyen el grupo de los filósofos más estudiados en nuestro país. [...] Hizo una respetable labor de traducción de la obra del filósofo alemán y de difusión de la del fundador de la Escuela de Madrid. La influencia de este pensador español en nuestro país es innegable, pues se habría tratado, al parecer, de un gran profesor: de un entusiasmo contagioso, de una oratoria fabulosa y de gran seriedad en el trabajo, lo que unido a la calidad de su trabajo, hace de este profesor quien más tesis ha guiado en la historia de nuestro país». Respecto de esto último, agrega en nota: «Esta información la dio José Jara en el Encuentro del Grupo de Estudio de Filosofía Chilena realizado en Homenaje a Francisco Soler que tuvo lugar en Valparaíso el 9 de julio de 2010. En dicha oportunidad expusieron Jorge Acevedo (Universidad de Chile), Walter Díaz (Universidad de Valparaíso), Carlos Martel (Universidad de Valparaíso), José Jara (Universidad de Valparaíso). Modera Andrés Bobenrieth (Universidad de Valparaíso)». Personas —entre muchas otras— que se graduaron bajo su dirección (o codirección): Antonio Skármeta —como ya se indicó— Jaime Sologuren López, Luis Rubilar Solís, José Miguel Arteaga Correa, Eduardo Carrasco Pirard, Olga Grau Duhart, Marcos García de la Huerta Izquierdo —quien ha obtenido el Premio Nacional de Humanidades y Ciencias Sociales de Chile en 2019—, Pedro Muñoz Merino, Enrique Munita R. (véase el Catálogo Bello de la Universidad de Chile).
El biólogo Francisco Varela se refiere a él a propósito de su formación filosófica. Dice: "En los años de liceo mis lecturas filosóficas eran tan apasionadas como azarosas, mezclando Aristóteles, Ortega y Gasset (en esa bellas ediciones de la Revista de Occidente), Sartre y Papini. En la Escuela de Medicina, un encuentro fructífero con Arturo Gaete me guió en una lectura disciplinada de Teilhard de Chardin. En la búsqueda de una formación más sistemática, al cambiarme a la Facultad de Ciencias en 1966, me inscribí también en la Licenciatura en Filosofía en el antiguo Instituto Pedagógico de la calle Macul y comencé a participar regularmente en las lecturas guiadas por Roberto Torretti en el Centro de Estudios Humanísticos de la Escuela de Ingeniería. Las grandes polémicas ideológicas del Pedagógico no me interesaron tanto como lo que pude descubrir gracias a las clases de Francisco Soler que resonaban con la formación alemana de Torretti. Encontré así la fenomenología europea, y comencé una lectura, que se continúa hasta hoy, de Husserl, Heidegger y Merleau-Ponty. Por primera vez me parecía encontrar en estos autores una preocupación por el tematizar la experiencia vivida que considero fundamental" (El fenómeno de la vida, Ed. Dolmen, Santiago de Chile, 2000, pp. 423 s.).
Otro ámbito en el que Soler tuvo influencia fue el de la psiquiatría. El siguiente testimonio da cuenta de ello:  «El Profesor Figueroa Cave, hijo de Lily y Oscar y menor de dos hermanos, nace en Valparaíso y efectúa su Beca de Especialización en Psiquiatría en la Clínica Psiquiátrica de la Universidad de Chile, entre 1965 y 1968. Durante esos años recibe la influencia de los Directores de la Clínica, Profesores Doctores Ignacio Matte, Hernán Davanzo y Armando Roa. En aquella época fueron docentes una serie de psiquiatras que posteriormente alcanzaron una notoria relevancia, tanto en la Universidad de Chile como en SONEPSYN: Mario Gomberoff, Aníbal Varela, Guido Solari, Max Letelier, Sergio Peña y Lillo, Rafael Parada, Leonardo Muñoz, Julio Dittborn, Fernando Oyarzún y Juan Marconi. En ese período de adiestramiento asiste a los seminarios filosóficos para psiquiatras sobre Heidegger, Ortega y Gasset y Xavier Zubiri, a cargo del Profesor Francisco Soler». (Rosa Behar A.: «Homenaje por nombramiento de SONEPSYN como "Maestro de la psiquiatría chilena" al profesor Gustavo Figueroa Cave. Temuco, 01 de Noviembre de 2007». Revista Chilena de Neuropsiquiatría, vol. 45, núm. 4, diciembre, 2007, pp. 314-315. Sociedad de Neurología, Psiquiatría y Neurocirugía de Chile (SONEPSYN), Santiago).

### Vida personal
Estuvo casado con Catalina Parra, hija de Nicanor Parra, a quien éste dedica un poema titulado con el nombre de su hija. Por su parte, Soler escribió: "en nuestro Chile un poeta, Nicanor Parra, está formando su mente poética hacia la plasmación del mundo originario" ("Apuntes para un curso de Introducción a la Filosofía"; en revista Mapocho N.º 72, Santiago, Segundo semestre de 2012, p. 124).
Contrajo matrimonio en segunda nupcias con la filósofa chilena María Teresa Poupin Oissel, prematuramente fallecida (Santiago de Chile, 19 de marzo de 1944 - Madrid, España, 26 de mayo de 1994). A su muerte, Jorge Eduardo Rivera la recuerda desde la Fundación Xavier Zubiri de Madrid.

## Premios y reconocimientos
- Filosofía: Premio José María Cantilo (Madrid), ca. año 1953.
- Profesor Extraordinario de la Facultad de Filosofía y Educación de la Universidad de Chile. Santiago, ca. año 1967.